# Opus Dei
Opus Dei (łac. Dzieło Boże; pełna nazwa: Prałatura Świętego Krzyża i Opus Dei) – prałatura personalna w Kościele katolickim.
Powstała w Madrycie, 2 października 1928 (za pontyfikatu papieża Piusa XI), z inicjatywy Josemarii Escrivy de Balaguera. Jest obecna w 68 krajach (2012). W 2022 do prałatury Opus Dei należało 93 600 osób, z których 60% to kobiety.  
W Polsce jest około 700 wiernych prałatury Opus Dei (2014). 1 maja 2023 Polska znalazła się w nowopowstałym okręgu Prałatury Opus Dei: Europa Środkowo-Północna, w którym prałat Opus Dei, Fernando Ocáriz zadecydował połączyć siedem krajów: Polskę, Słowację, Czechy, Litwę, Łotwę, Estonię oraz Finlandię. Jego wikariuszem regionalnym na tym obszarze został mianowany ks. Stefan Moszoro-Dąbrowski.

## Cele i działania
Celem Opus Dei jest realizacja jego ewangelizacyjnej misji oraz rozpowszechnianie świadomości powszechnego powołania do świętości i uświęcającej wartości codziennej pracy, tj. dobrego wypełniania obowiązków zawodowych i rodzinnych. Główną misją Dzieła jest chrześcijańskie kształtowanie jego członków, jak również innych osób, które pragną taką formację otrzymać. Escrivá streszczał także misję Opus Dei jako wielką katechezę.
Podstawowym celem działalności Opus Dei jest przekazywanie formacji duchowej wszystkim, którzy tego pragną. Formacja ta pomaga każdemu żyć jako konsekwentnemu chrześcijaninowi wśród codziennych okoliczności życia. Rozszerzanie wśród świeckich wiedzy teologicznej i ascetycznej odbywa się na różnego rodzaju spotkaniach formacyjnych, prowadzonych przez księży i świeckich z Opus Dei.

## Założenia Opus Dei
Według nauczania Josemarii wszyscy ludzie są powołani do świętości. Praca dla świeckich ma być codzienną drogą do świętości. Uświęcać pracę oznacza wykonać ją z ludzką doskonałością i z miłości do Boga.
Stosunek Opus Dei do świata jest optymistyczny. Josemaria głosił miłość do świata, gdyż jest on miejscem naszej pracy, gdyż jest on naszym polem walki o świętość. Josemaria zwracał uwagę na list Do Diogneta z II w. n.e., w którym jest opisane zwykłe życie pierwszych chrześcijan. Chrześcijanie nie różnią się od innych ludzi ani miejscem zamieszkania, ani językiem, ani strojem. [...] Jednym słowem: czym jest dusza w ciele, tym są w świecie chrześcijanie.
W Opus Dei podkreśla się, że obowiązek apostolstwa należy nie tylko do osób duchownych, ale także do wiernych świeckich. Apostolstwo w duchu Opus Dei jest, jak mówił założyciel, apostolstwem przyjaźni i zaufania. Każdy świecki może apostołować i dawać przykład chrześcijańskiego życia w swojej pracy, rodzinie, w swoim otoczeniu.
Josemaria zachęcał, aby umieścić Maryję we wszystkich sprawach. Widział w niej kobietę, która wiodła życie podobne do życia tysięcy innych kobiet, również oddanych obowiązkom rodzinnym i wychowaniu dzieci.
Przypominał, że nie można sprowadzać chrześcijaństwa do zespołu praktyk lub aktów pobożności, „bez łączenia ich z sytuacjami codziennego życia”. Konsekwentny chrześcijanin, jakiego wyobrażał sobie założyciel, nie prowadzi podwójnego życia.
Dla chrześcijanina msza staje się „ośrodkiem i centrum życia wewnętrznego”. Całe jego życie powinno stać się prawdziwą ofiarą, aby dokonało się pełne utożsamienie z Chrystusem. Msza święta dostarcza Bożej energii do pracy, świętości i apostolstwa. Wierni Opus Dei starają się łączyć kapłańską duszę ze świecką mentalnością. Kapłańska dusza w przypadku świeckich polega na „ofiarowaniu Bogu pracy, odpoczynku, radości i przeciwności dnia, całopalenia ciał zmęczonych nieustanną posługą”, z duszą stale zwróconą ku tabernakulum.
Josemaria chciał, aby modlitwa była pełną miłości i prostoty rozmową z Bogiem obecnym w duszy. „Dzieci Boże nie potrzebują sztucznych pedantycznych metod, aby zwracać się do swego Ojca”. Zachęcał wszystkich, aby poświęcali codziennie Bogu konkretny czas na modlitwę myślną (rozważania). Zachęcał także do codziennego uciekania się do modlitw i praktyk pobożności wynikających z wielowiekowej tradycji Kościoła.
Życie chrześcijanina powinno odzwierciedlać 30 lat ukrytej pracy Jezusa, o której Ewangelie ledwie wspominają. W codziennych zajęciach nie ma nic bezużytecznego czy małego. „Wytrwać z Miłości w małych sprawach, to heroizm”. Życie wszystkich chrześcijan powinno cechować się więc: posłuszeństwem, pokorą i ubóstwem.
Do założeń Opus Dei należy także wierność papieżowi. Josemaria mówił, że jedynym celem Opus Dei jest służyć Kościołowi tak, jak Kościół tego pragnie. Nawoływał on do modlitwy za papieża „kimkolwiek by był”. Św. Josemaria zamieszkał w Rzymie, otworzył międzynarodowe ośrodki formacji w celu romanizacji swoich duchowych dzieci i całego Opus Dei. Dziś Opus Dei prowadzi w Rzymie Uniwersytet św. Krzyża.
Członkowie Opus Dei realizując swoje zawodowe i rodzinne obowiązki działają na własną odpowiedzialność z zachowaniem autonomii przynależnej laikatowi. Dotyczy to także wyborów w sferze politycznej, społecznej i gospodarczej. Opus Dei zajmuje się wyłącznie ich formacją doktrynalną i ascetyczną. Opus Dei nie tworzy, ani nie kieruje świecką działalnością jej członków – inspiruje jedynie rozwój ich życia religijnego. Wolność, jakiej nauczał Josemaria, oznacza dobrowolną służbę Bogu, Kościołowi i ludziom, „bo tak chcę”. Mówił, że „to najbardziej nadprzyrodzony powód”. W praktyce tolerowane są także inne powody.
Josemaria nauczał, że małżeństwo i jego codzienność są także drogą do świętości. Większość osób w Opus Dei to małżonkowie.

## Charakter prawny Opus Dei
Opus Dei jest prałaturą personalną o zasięgu międzynarodowym, mającą główną siedzibę w Rzymie. W jego skład wchodzi prałat wraz z jego własnym prezbiterium i świeccy, którzy na skutek powołania Bożego dobrowolnie przyłączają się do prałatury.
Księża inkardynowani w Prałaturze Opus Dei wywodzą się wyłącznie ze świeckich członków prałatury. Oznacza to, iż żaden kandydat do kapłaństwa, diakon czy kapłan Kościoła lokalnego nie może być od niego oderwany.
Świeccy oddają się wypełnianiu celu apostolskiego prałatury, podejmując ścisłe obowiązki, w oparciu o zobowiązania określone prawem i wynikające z umowy. Świeccy należący do prałatury nie zmieniają swej osobistej pozycji teologicznej ani kanonicznej, wspólnej dla całego laikatu i ten charakter zachowuje cała ich działalność, zwłaszcza działalność apostolska. Wykonują oni swoje zadania apostolskie w środowiskach oraz strukturach właściwych społeczności świeckiej. Świeccy mają tę samą wolność i swobodę wyborów w kwestiach zawodowych, społecznych, politycznych itp., co inni katolicy i współobywatele. Prałatura nie może żadnych działań zawodowych, społecznych, politycznych, ekonomicznych itp. swoich członków uważać za własne. Świeccy podlegają jurysdykcji prałata w tym, co dotyczy wypełniania specyficznych zobowiązań w zakresie życia duchowego, formacji doktrynalnej, oraz apostolatu, podjętych dobrowolnie ze względu na cel prałatury. Podlegają jurysdykcji biskupa lokalnego w tym wszystkim, co prawo odnosi do zwykłych wiernych.
Z prałaturą nierozłącznie złączone jest Stowarzyszenie Kapłańskie Świętego Krzyża. Prałat Opus Dei jest Generalnym Prezesem tego Stowarzyszenia. Mogą do niego należeć kapłani inkardynowani do diecezji, którzy chcieliby osiągnąć świętość w pełnieniu swojej posługi kapłańskiej według ducha i praktyki ascetycznej Opus Dei. Ta przynależność nie sprzeciwia się zależności od biskupa diecezjalnego; jest on jedynym ich przełożonym.
Opus Dei posiada też współpracowników. Niektórzy z nich nie są katolikami, a nawet nie są chrześcijanami. Ci, nie będąc włączani do prałatury, współpracują w działalności apostolskiej przez modlitwę, pracę i jałmużnę.

## Historia
Opus Dei powstało 2 października 1928. Tego dnia Josemaría Escrivá zobaczył – określenia tego używał zawsze, gdy mówił o początku Opus Dei – misję, którą miał wypełniać przez całe swoje życie. W 1941 Pius XII zatwierdził Opus Dei jako Pobożne Stowarzyszenie, a w 1950 jako instytut świecki. 16 czerwca 1950 Dzieło uzyskało akceptację Piusa XII wraz z powstałym w 1943 Stowarzyszeniem Kapłańskim Świętego Krzyża, związanym z Opus Dei. 28 listopada 1982 Jan Paweł II erygował Opus Dei jako prałaturę personalną w Konstytucji Ut sit i mianował księdza prałata Álvaro del Portillo prałatem Opus Dei.

## Patroni
Patronami Opus Dei są: Katarzyna ze Sieny, Mikołaj z Miry, Tomasz More, Pius X i Jan Maria Vianney.

## Kraje, w których działa Opus Dei
Źródło:
- 1945: Portugalia
- 1946: Włochy i Wielka Brytania
- 1947: Francja i Irlandia
- 1949: Meksyk i Stany Zjednoczone
- 1950: Chile i Argentyna
- 1951: Kolumbia i Wenezuela
- 1952: Niemcy
- 1953: Gwatemala i Peru
- 1954: Ekwador
- 1956: Urugwaj i Szwajcaria
- 1957: Brazylia, Austria i Kanada
- 1958: Japonia, Kenia i Salwador
- 1959: Kostaryka
- 1960: Holandia
- 1962: Paragwaj
- 1963: Australia
- 1964: Filipiny
- 1965: Belgia i Nigeria
- 1969: Portoryko
- 1978: Boliwia

Kraje, w których działa Opus Dei, według dat rozpoczęcia pracy

- 1980: Demokratyczna Republika Konga, Wybrzeże Kości Słoniowej i Honduras
- 1981: Hongkong
- 1982: Singapur oraz Trynidad i Tobago
- 1984: Szwecja
- 1985: Tajwan
- 1987: Finlandia
- 1988: Kamerun i Dominikana
- 1989: Makau, Nowa Zelandia i Polska
- 1990: Węgry i Czechy
- 1992: Nikaragua
- 1993: Indie i Izrael
- 1994: Litwa
- 1996: Estonia, Słowacja, Liban, Panama i Uganda
- 1997: Kazachstan
- 1998: RPA
- 2003: Słowenia i Chorwacja
- 2004: Łotwa
- 2007: Rosja
- 2009: Rumunia, Indonezja, Korea Południowa
- 2011: Sri Lanka[14]

## Prałaci Opus Dei
- św. Josemaria Escrivá de Balaguer (1928–1975)
- bł. Álvaro del Portillo (1975–1994)
- bp Javier Echevarría Rodríguez (1994–2016)
- ks. prał. Fernando Ocáriz Braña (od 23 stycznia 2017)[15]

## Papieże i Opus Dei
Jan Paweł II 17 maja 1992 r. beatyfikował, a 6 października 2002 r. kanonizował Josemaríę Escrivá. Ponadto mianował kilku członków Opus Dei na wysokie stanowiska, np. Julián Herranz Casado został przewodniczącym Rady Kurii Rzymskiej, Juan Luis Cipriani Thorne, arcybiskup Limy, został kardynałem. Członkiem Opus Dei był także rzecznik prasowy Stolicy Apostolskiej Joaquín Navarro-Valls. Liczba członków Opus Dei w Kurii Rzymskiej za czasów pontyfikatu Jana Pawła II wynosiła 20 na jej 2659 pracowników (0,7%; dane z grudnia 2004).

## Opus Dei jako prałatura
Opus Dei jest strukturą jurysdykcyjnie należącą do organizacji duszpasterskiej i hierarchicznej Kościoła. Na czele prałatury stoi Prałat. Od 1982 roku na mocy konstytucji apostolskiej Jana Pawła II Ut sit Opus Dei podlegało rzymskiej Kongregacji ds. Biskupów. 8 sierpnia 2023 roku, w liście apostolskim w formie motu proprio  papież Franciszek zmienił brzmienie dwóch kanonów Kodeksu prawa kanonicznego (kan. 295-296), czego konsekwencją jest podporządkowanie prałatur Dykasterii ds. Duchowieństwa. Oprócz tego prałat, który stoi na czele prałatury, nie będzie już mógł przyjmować godności biskupiej. Papież zobowiązuje także prałata Opus Dei do składania Dykasterii ds. Duchowieństwa corocznego sprawozdania z działalności prałatur. W dalszym ciągu każdy członek świecki Opus Dei podlega jurysdykcji biskupa diecezji i proboszcza parafii.
Siedziba władz prałatury mieści się w rzymskiej Villa Tevere, gdzie znajduje się również świątynia NMP Królowej Pokoju, będąca kościołem katedralnym Opus Dei. W 2014 r. prałat Opus Dei powołał ks. Fernando Ocáriz Braña, dotychczasowego wikariusza generalnego prałatury, na wikariusza pomocniczego, a tę pierwszą funkcję objął ks. Mariano Fazio.

## Członkowie Opus Dei
Członkowie Opus Dei dzielą się na numerariuszy, supernumerariuszy i przyłączonych. Numerariusze i przyłączeni (odp. także numerarie i przyłączone) żyją w celibacie (w tym także kapłani). Supernumerariusze i supernumerarie (ok. 70% członków) mogą założyć rodzinę. Wszyscy członkowie Opus Dei, z wyjątkiem ok. 2% księży, są świeckimi.
Do byłych członków Opus Dei, których procesy kanonizacyjne zostały otwarte, należą: Tomas Alvira, Encarnación Ortega Pardo, Laura Busca Otaegui, Ernesto Cofiño, Paquita Dominguez, Montserrat Grases, José María Hernández Garnica, Joseph Muzquiz, bp Alvaro del Portillo, Eduardo Ortiz de Landázuri, Guadalupe Ortiz de Landázuri, Izydor Zorzano i Toni Zweifel.
Aby dołączyć do Opus Dei, zawierając umowę, należy być pełnoletnim oraz napisać list do prałata lub wikariusza Opus Dei. Po upływie odpowiednio długiego okresu dochodzi do zawarcia ustnej umowy. Czas jej obowiązywania wynosi zazwyczaj rok. Po roku następuje potwierdzenie lub odwołanie powziętej decyzji. Po minimum pięciu latach, za obopólną zgodą, można zawrzeć umowę, która obowiązuje do końca życia. W zawieranej umowie Opus Dei zobowiązuje się do dostarczania stałej formacji doktrynalno-religijnej, duchowej, ascetycznej i apostolskiej, oraz opieki duszpasterskiej ze strony kapłanów Prałatury.
Na sposób stały, poprzez inkardynację i przyrzeczenie posłuszeństwa, z prałaturą złączeni są jedynie duchowni. Wśród kleru prałatury są także kardynałowie i biskupi, którzy pełnią posługę w Kościele powszechnym, m.in. kard. Julián Herranz Casado, kard. Juan Luis Cipriani Thorne, abp José Horacio Gómez, abp Antonio Arregui Yarza, bp Juan Ignacio Arrieta Ochoa de Chinchetru, bp Klaus Küng czy bp Philippe Jourdan. Niektórzy z nich już zmarli, wśród nich abp Juan Ignacio Larrea Holguín. Na 31 grudnia 2007 do Prałatury Opus Dei było inkardynowanych 1956 księży (1 ksiądz na 44 świeckich z Opus Dei), w tym 24 biskupów.

## Opus Dei w Polsce

### Historia
Opus Dei zaczęło swą pracę w Polsce 2 listopada 1989 r., wraz z przybyciem do kraju 2 członków organizacji, z zamiarem osiedlenia się na stałe. Jednym z nich był ks. Stefan Moszoro-Dąbrowski. Od 19 kwietnia 1990 istnieje w Polsce Prałatura Personalna Świętego Krzyża i Opus Dei w Polsce, wydzielona ze struktury administracyjnej Kościoła katolickiego w Polsce jednostka Opus Dei.

### Ośrodki
Pierwsze ośrodki Dzieła w Polsce zostały założone w 1991 w Szczecinie, na mocy porozumienia ks. Stefana Moszoro-Dąbrowskiego z biskupem Szczecińsko-Kamieńskim Kazimierzem Majdańskim.
Dziś Ośrodki Opus Dei w Polsce istnieją w następujących miastach:
- w Szczecinie – Ośrodek Akademicki Rejs[25] i Centrum Kulturalne „Bursztyn”[26],
- w Warszawie – Ośrodek Akademicki Przy Filtrowej[27], Klub „Potok”[28], Ośrodek Wawer[29], Klub „Iskierka”[30], Ośrodek Kulturalny ”Fontanna”[31], Ośrodek Filary[32],
- w Krakowie – Ośrodek Akademicki Barbakan[33] i Ośrodek Akademicki „Skała”[34],
- w Poznaniu – Ośrodek Kulturalny „Sołek”[35] i Ośrodek Antrejka[36].

Jak można przeczytać w informacji z KAI, regularne spotkania Opus Dei odbywają się też w Gdańsku, Wrocławiu, Lublinie, Łodzi i Katowicach, a od czasu do czasu również m.in. w Białymstoku, Rzeszowie i Radomiu. W Bożej Woli koło Siennicy (woj. mazowieckie) działa Centrum Konferencyjno-Formacyjne „Dworek”, używane na potrzeby Opus Dei.
Od 19 kwietnia 2013 wikariuszem regionalnym prałata Opus Dei w Polsce jest ks. Stefan Moszoro-Dąbrowski.

### Opus Dei a Kościoły lokalne
W statucie Opus Dei, wydanym przez Stolicę Apostolską, są zawarte wszystkie przepisy dotyczące relacji Opus Dei z biskupami lokalnymi. Biskupi z Polski wysyłają co rok licznych kapłanów swoich diecezji na studia kościelne na uniwersytety prowadzone przez Opus Dei (Uniwersytet Nawarry i Uniwersytet św. Krzyża). Liczba polskich księży absolwentów tych uniwersytetów od 1990 roku wynosi ok. 200.
Wierni Opus Dei pomagają też w parafiach, do których sami należą. Z niektórych ośrodków Opus Dei prowadzone są w parafiach katechezy, zgodnie z potrzebami proboszczów, m.in. w Warszawie i Poznaniu. Wierni Opus Dei angażują się też w akcje wolontariackie organizowane przez Kościół.

## Niektóre dzieła apostolskie
Czasami Opus Dei podejmuje się prowadzenia większych, wspólnych dzieł apostolskich, tzw. dzieł korporacyjnych. Niektóre z nich to:
- IESE Business School – Madryt i Barcelona
- Uniwersytet Nawarry i Klinika Uniwersytetu Nawarry w Pampelunie (Hiszpania)
- Uniwersytet św. Krzyża i Centrum ELIS w Rzymie
- Campus Bio-Medico w Rzymie
- Uniwersytet Andyjski w Santiago
- Uniwersytet Austral (Argentyna)
- Uniwersytet Montevideo w Urugwaju
- Uniwersytet Piura w Peru
- Uniwersytet Strathmore w Nairobi (Kenia)

Prałatura Opus Dei opiekuje się też m.in. Sanktuarium maryjnym w Torreciudad, Kościołem św. Piotra w Wiedniu, kościołem św. Eugeniusza w Rzymie, parafią św. Josemarii w Walencji, parafią św. Tomasza Morusa w Londynie. Z okazji kanonizacji św. Josemarii powstał program charytatywny na rzecz pomocy w Afryce: Harambee.

## Dostępność informacji

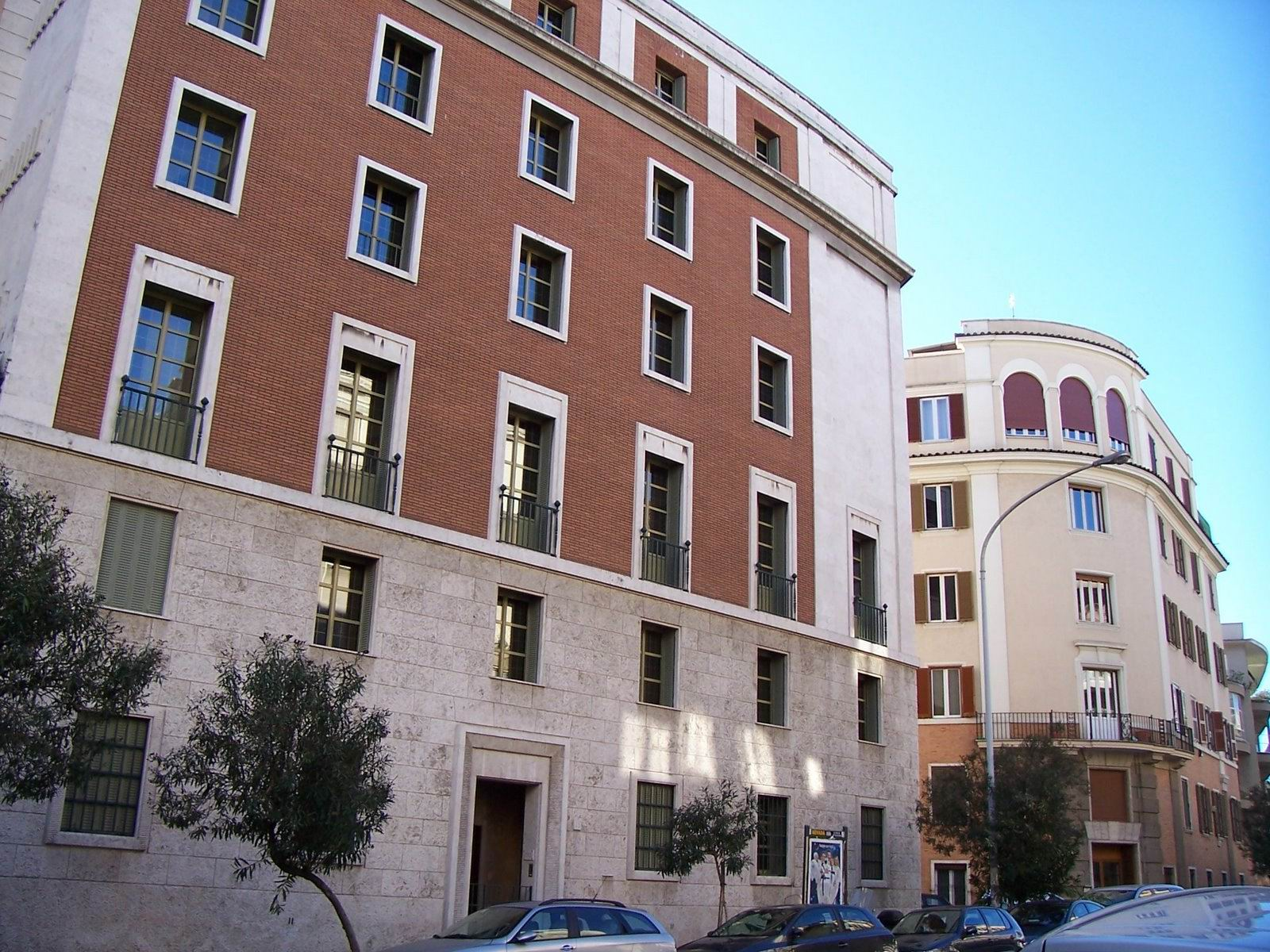
Villa Tevere – siedziba centralna Opus Dei w Rzymie

### Kontrowersje
Opus Dei zarzucano, że ujawnia fragmentaryczne i ogólne informacje dotyczące działalności. Po ustanowieniu Opus Dei prałaturą w 1982 r. jej status prawny został unormowany oraz udostępniony. Opus Dei zwiększyła dostęp do informacji na swój temat także przy okazji beatyfikacji oraz kanonizacji Josemarii Escrivy. Obecnie wszystkie ważne dokumenty o Opus Dei są udostępnione na stronie OpusDei.pl (statut, Konstytucja apostolska Ut sit). Strona internetowa OpusDei.org oferuje treści w 35 językach. W 2022 roku dodano strony w języku greckim i tureckim. Członkowie Opus Dei, współpracownicy i przyjaciele tworzą nowe strony internetowe, informujące o celach Dzieła oraz ich realizacji w świecie. Swoje strony posiadają wszystkie, męskie i żeńskie, ośrodki Opus Dei w Polsce.

### Książki
Po polsku zostały wydane również m.in.:
- 5 książek o Opus Dei[48] (autorzy: Vittorio Messori, Rafael Gomez Perez, Giuseppe Romano, Le Tourneau, Martin Rhonheimer);
- różne biografie o założycielu:
  - „Śladami Boga” Francois Gondran,
  - „Święci się nie skarżą” G. Aardwega,
  - „Josemaria Escriva” Pedro Casciaro,
  - „Escriva. Mistrz dobrego humoru” Jose Luisa Sorii,
  - 3-tomowa Vazqueza de Prady,
  - „Wspomnienie o świętym Josemarii Escrivie założycielu Opus Dei” bpa Javiera Echevarii,
  - „Człowiek z Villa Tevere. Rzymskie lata św. Josemarii Escrivy” autorstwa Pilar Urbano,
  - „Moja matka Kościół. Życie świętego Josemarii Escrivy, założyciela Opus Dei” Michaela Dolza,
  - „O założycielu Opus Dei” ks. Álvaro del Portillo,
  - „O chłopcu, który powiedział »TAK«” – dla dzieci,
  - „Poprzez góry” – komiks.
- wiele wydań samych dzieł Josemarii, np. seria: Droga (Escrivy), Bruzda, Kuźnia.

Książki dostępne są w katolickich księgarniach w całej Polsce, także w księgarniach w internecie.

### Biuro Informacyjne
W Polsce działa Biuro Informacyjne Opus Dei, podobnie jak w każdym kraju, gdzie Prałatura działa. Celem Biura jest informowanie o działalnościach Opus Dei w Polsce; o miejscach, gdzie odbywają się środki formacyjne Opus Dei dla mężczyzn i kobiet na terenie Polski oraz ułatwianie pracy dziennikarzom zajmującym się tematem Opus Dei.

## Kontrowersje wokół Opus Dei
Działalność Opus Dei od samego początku istnienia tej organizacji, budziła kontrowersje w różnych środowiskach. Kontrowersje rozpoczęły się na początku lat 40. w Hiszpanii, kiedy pewni zakonnicy, nie uznając, że świeccy mogą zostać świętymi przez uświęcanie zwykłej pracy, rozpoczęli kampanię informacyjną, prezentując ich punkt widzenia na Opus Dei. Najbardziej przyczynił się do tego ojciec Angel Carrillo de Albornoz, który należał do jezuitów (choć w latach 50. zrezygnował ze stanu zakonnego i kapłańskiego).

### Krytyka ze strony niektórych byłych członków
Wśród zarzutów wobec organizacji, wysuwanych przez niektórych byłych członków (zrzeszonych np. w Opus Dei Awareness Network), najczęściej pojawiają się:
- Zobowiązanie do przekazywania przez członków zarobków na rzecz Opus Dei.
- „Agresywny werbunek” osób w wieku 15-18 lat oraz starszych, głównie w placówkach oświatowych kierowanych przez Opus Dei.
- Zachęcanie członków do zerwania kontaktów z dotychczasowymi przyjaciółmi i rodziną oraz zastępowanie ich kontaktami wewnątrz organizacji.
- Wywieranie nacisków wobec członków, którzy chcą opuścić Opus Dei.

### Komisja śledcza Parlamentu włoskiego
Parlament włoski w 1986 roku zakończył dochodzenie w sprawie rzekomej tajności Opus Dei. Raport końcowy przygotował ówczesny minister spraw wewnętrznych, Oscar Luigi Scalfaro. Wnioski, jakie sformułował, można streścić w następujących punktach (cytaty dosłowne):
- „Opus Dei nie jest tajne ani w świetle prawa, ani w rzeczywistości”.
- „Obowiązek posłuszeństwa członków Opus Dei dotyczy tylko spraw duchowych”.
- „W rzeczywistości śledztwo w sprawie Opus Dei stanowiłoby niedopuszczalne pogwałcenie swobód obywatelskich”[52].

### Działalność niektórych członków Opus Dei w polityce
Stosunkowo mało członków Opus Dei pracuje w polityce, a samo Opus Dei twierdzi że nie ma żadnego celu politycznego. Specyfiką ich ewentualnego zaangażowania w politykę jest działanie zgodnie z ich wiarą katolicką i przekonaniami, których się nie wypierają. W mediach pojawiają się publikacje o zaangażowaniu politycznym Opus Dei.
Istnieje opinia, że wbrew deklaracjom Opus Dei dąży do szerzenia wiary katolickiej przy pomocy władz państwowych, np. nieoficjalnej współpracy z hiszpańskimi partiami prawicowymi lub lewicowymi w Portugalii. Wobec takowych rzecznicy Opus Dei przypominają, że Opus Dei nie ma żadnych zamiarów politycznych. Nie ma również żadnych oświadczeń politycznych ze strony Opus Dei, ponieważ cel Opus Dei jest czysto duchowy, reszta to sprawa prywatna jego członków.
Do znanych hiszpańskich polityków – członków Opus Dei należał Alberto Ullastres.